# Ringo Starr
Ringo Starr (* 7. července 1940 Liverpool) je britský bubeník, zpěvák a herec proslavený jako bubeník skupiny The Beatles. Od roku 2015 je členem Rock and Roll Hall of Fame.

## Biografie
Ringo Starr, vlastním jménem Richard Starkey, pochází z dělnického prostředí. Rodiče se rozvedli, když byly Richardovi tři roky. V dětství prodělal řadu nemocí s dlouhodobou hospitalizací, kvůli čemuž měl časté výpadky ve školní docházce. Střední školu nedokončil. Od mládí byl manuálně zručný. Hudební kariéru začal v roce 1957, kdy si pořídil bicí soupravu a se svým kamarádem Eddiem Milesem založil skifflovou skupinu The Eddie Clayton Skiffle Group. V roce 1959 začal hrát s tehdejší nejúspěšnější amatérskou rock'n'rollovou kapelou Rory Storm and the Hurricanes. Jeho vlastní jméno se mu pro rockového hudebníka příliš nelíbilo, a tak si příjmení zkrátil na Starr. Přezdívku Ringo dostal od svých spoluhráčů pro svou lásku k prstenům (ring znamená česky „prsten“).  
Jako již etablovaný a lokálně známý bubeník v srpnu 1962 nahradil Peta Besta ve skupině The Beatles a jejich členem zůstal až do oficiálního rozpadu skupiny v dubnu 1970. V září 1962 s The Beatles nahrál jejich první singl s názvem Love Me Do (na druhé straně píseň P.S. I Love You), který se dostal na 17. místo nejprodávanějších desek. Mezi členy Beatles byl nejstarší, narodil se tři měsíce před Johnem Lennonem. I přes svůj pozdější příchod ale do kapely výborně zapadl a souzněl i s jejich svérázným humorem. 
Ve skupině The Beatles zastával vždy pozici bubeníka, jen výjimečně se uplatňoval i jako zpěvák – nejznáměji v písni Yellow Submarine. Bubnoval nezaměnitelným stylem (také proto, že byl levák), jenž se stal esenciální složkou zvuku Beatles, což je zřejmé už při srovnání s nahrávkami, kde ještě hrál jeho předchůdce Pete Best. Ringův precizní rytmus a schopnost vymyslet pro každou píseň dokonale padnoucí bicí part zůstávají vrcholnou školou jednoduché brilantnosti. 
Zpěvákem byl pouze průměrným a pověstných beatlovských vokálních harmonií se neúčastnil. Autorská dvojice Lennon/McCartney pro něj ale na každém albu napsala alespoň jednu píseň, vyhovující jeho sytému barytonu a omezenému rozsahu. Na poslední alba si několik písní složil i Ringo sám, v jednoduchém countryovém rázu. 
Po rozpadu The Beatles začal Starr vydávat sólové desky, na jejichž nahrávání často zval své bývalé spoluhráče, kteří mu někdy pomohli i se skládáním. Desky se prodávaly uspokojivě hlavně díky Ringově slávě jako ex-Beatla, jinak se většinou jednalo jen o příjemný, ale nijak zvlášť objevný pop. Naopak on sám byl jako vynikající bubeník pravidelně vyhledáván ke spolupráci hvězdami rockového světa včetně ostatních ex-Beatles.
V roce 1970 vydal album Sentimental Journey plné swingových evergreenů. Album Beaucoups Of Blues (1970) je pro změnu ve stylu country. V první polovině 70. let měl i několik hitů, např. It Don't Come Easy (1971), Back Off Boogaloo (1972) a Photograph (1973'). Album Ringo (1973) bylo úspěšným a podíleli se na něm všichni bývalí členové The Beatles. Dva singly z tohoto alba se umístily na prvním místě v americké hitparádě (Photograph a You're Sixteen).
V oblasti pop music jeho popularita od poloviny 70. let poklesla, o to více se začal prosazovat jako herec (jeho talent se projevil už v beatlovských filmech ze 60. let, kde vesměs hrál primární role). V roce 1968 Ringo Starr účinkoval ve filmu Candy, v roce 1969 ve filmu The Magic Christian, 1975 ve filmu Lisztomania (v roli papeže) a roku 1981 získal hlavní roli ve snímku Caveman. I v dalších letech natočil mnoho filmů a TV seriálů. Jako jediný ex-Beatle se také objevil v reklamě, když propagoval v USA značkovou vodku. V roce 1976 se přestěhoval do Monte Carla.
Ringo Starr byl vypravěčem prvních dvou sérií dětského seriálu "Thomas the Tank Engine" (Lokomotiva Tomáš).
Po překonání drogové a alkoholové závislosti se v roce 1989 Ringo Starr objevil na turné se svou doprovodnou skupinou All-Starr Band.
Spolu s Jeffem Beckem a Davidem Gilmourem si zahrál ve videoklipu ke skladbě "Too Much to Lose" česko-amerického hudebníka Jana Hammera.
V roce 1995 se spojil s bývalými členy The Beatles Paulem McCartneym a Georgem Harrisonem u příležitosti práce na projektu Antologie Beatles. Yoko Ono jim předala Lennonovy demosnímky z konce 70. let s písněmi "Free As A Bird", "Real Love", "Now And Then" a "Grow Old With Me" a hned se na nich začalo pracovat. První dvě jmenované vyšly na singlu, zbylé dvě zatím zůstaly v archivu.
V roce 1998 natočil úspěšné album Vertical Man s řadou hvězdných hostů (Ozzy Osbourne, Steven Tyler, Alanis Morissette).
V dubnu 2015 byl uveden do Rokenrolové síně slávy v kategorii Ocenění za hudební dokonalost.
Dne 20. března 2018 byl princem Williamem pasován na rytíře a byl mu udělen titul Sir. Dočkal se této pocty dvacet let po svém kolegovi Paulu McCartneym.
Ringo Starr se svou kapelou His All-Starr Band koncertoval dvakrát v pražském Kongresovém centru. Poprvé přijel 29. června 2011 a druhý koncert odehrál 19. června 2018.

## Používané nástroje
- 1962–1969: Ludwig Black Oyster Fab Four – Měl cca 10 modelů ve stejném provedení v barvě ústřicová perleť. Používal je do roku 1970.

## Osobní život
11. února 1965 se oženil s liverpoolskou kadeřnicí Maureen Coxovou, s níž má děti Zaka (bubeník, mimo jiné hrál ve skupinách Oasis či v obnovených The Who), Jasona a Lee. Jejich vztah byl zprvu harmonický (a Maureen se velmi spřátelila s Cynthií Lennonovou a Pattií Harrisonovou), ale koncem 60. let začal trpět tehdejším Ringovým alkoholismem a nevěrami. Naopak Maureen se nechala svést Georgem Harrisonem. Nakonec se Ringo a Maureen roku 1975 rozvedli. 
27. dubna 1981 se Ringo oženil s americkou herečkou Barbarou Bachovou (irsko-rakouského původu), s níž se sblížil při natáčení Cavemana. Bachová si do vztahu přivedla dvě děti z předchozího manželství, s Ringem už děti neměli. Jejich dosud (2025) trvající manželství se ve světě celebrit zařadilo mezi rekordmany.

## Parodie
V recesistickém projektu Erica Idlea a Neila Innese The Rutles, který sofistikovaně parodoval historii i tvorbu The Beatles (a osobně se na něm podílel sám George Harrison), vystupoval jako Ringovo alter-ego bubeník John Halsey, pod jménem Barry Wom (vlastním jménem Barrington Womble). Halsey měl i podobnou barvu hlasu a nazpíval v kapele několik písní v Ringově stylu.
Ringovy dojmy z The Rutles a jmenovitě jejich filmu All You Need Is Cash (1978) byly smíšené – něco se mu líbilo, ale některé motivy a vtipy se podle něj zarývaly příliš hluboko. Hudba se mu však natolik zamlouvala, že údajně s Harrisonem chvíli zvažovali, že by s Innesem a Idlem vytvořili kapelu, která by kombinovala skutečnou a fiktivní historii Beatles/Rutles.

## Diskografie (mimo Beatles)

### Studiová alba
- 1970 – Sentimental Journey, UK #7, US #22
- 1970 – Beaucoups of Blues, US #65
- 1973 – Ringo, UK #7, US #2
- 1974 – Goodnight Vienna, UK #30, US #8
- 1976 – Ringo's Rotogravure, US #28
- 1977 – Ringo the 4th, US #162
- 1978 – Bad Boy, US #129
- 1981 – Stop and Smell the Roses, US #98
- 1983 – Old Wave
- 1992 – Time Takes Time
- 1998 – Vertical Man, US #61
- 1999 – I Wanna Be Santa Claus
- 2003 – Ringo Rama, US #113
- 2005 – Choose Love
- 2008 – Liverpool 8
- 2010 – Y Not
- 2012 – Ringo 2012, US #80
- 2015 – Postcards From Paradise, UK #157, US #99
- 2017 – Give more love, US #128
- 2019 – What's My Name, UK #99, US #127

### Kompilace
- 1975 – Blast From Your Past, US #30
- 1989 – Starr Struck: Best of Ringo Starr, Vol. 2
- 2001 – The Anthology... So Far

### Živé nahrávky
- 1990 – Ringo Starr and His All-Starr Band
- 1993 – Ringo Starr and His All Starr Band Volume 2: Live From Montreux
- 1995 – Ringo Starr and His third All-Starr Band-Volume 1
- 1998 – VH1 Storytellers
- 2002 – King Biscuit Flower Hour Presents Ringo & His New All-Starr Band
- 2003 – Extended Versions
- 2004 – Tour 2003

### Hostující projekty
- 1970 – Howlin' Wolf, The London Howlin' Wolf Sessions
- 1970 – John Lennon, John Lennon/Plastic Ono Band
- 1970 – George Harrison, All Things Must Pass
- 1970 – Stephen Stills, Stephen Stills
- 1971 – The Concert for Bangla Desh
- 1974 – Harry Nilsson, Pussy Cats
- 1975 – Keith Moon, Two Sides of the Moon
- 1981 – Bob Dylan, Shot of Love
- 1981 – George Harrison, Somewhere in England
- 1982 – Paul McCartney, Tug of War
- 2001 – Electric Light Orchestra, Zoom
- 2002 – Liam Lynch, Fake Songs

### Filmové role
- 1963 – The Beatles Come to Town (vedlejší role)
- 1964 – A Hard Day's Night
- 1965 – Help!
- 1966 – Reflections On Love (vedlejší role)
- 1967 – Magical Mystery Tour
- 1968 – The Beatles Mod Odyssey (vedlejší role)
- 1968 – Yellow Submarine (hlas)
- 1968 – Candy
- 1969 – The Magic Christian
- 1970 – Let It Be (dokument)
- 1971 – Music! (dokument)
- 1971 – 200 Motels
- 1971 – Blindman
- 1971 – The Point
- 1972 – Did Somebody Drop His Mouse? (vedlejší role)
- 1972 – The Concert for Bangladesh (dokumentární film)
- 1972 – Born to Boogie (dokument) (i režie)
- 1973 – That'll Be the Day
- 1973 – Ziggy Stardust and the Spiders from Mars (dokument)
- 1974 – Son of Dracula
- 1975 – Lisztomania
- 1977 – The Day the Music Died (dokument)
- 1977 – The Beatles and Beyond (dokument)
- 1978 – Sextette
- 1978 – The Last Waltz (dokument)
- 1979 – The Kids Are Alright (dokument)
- 1981 – Caveman
- 1982 – The Cooler (vedlejší role)
- 1984 – Give My Regards to Broad Street
- 1985 – Water
- 1985 – Alice in Wonderland
- 1986 – To the North of Katmandu
- 1986 – Sun City/The Making of Sun City (dokument)
- 1987 – Queen: The Magic Years (dokument)
- 1988 – Walking After Midnight (dokument)
- 1988 – The Return of Bruno
- 2003 – Concert for George (dokument)